# Giesen
Giesen er en kommune i det centrale Tyskland med 9.747(2023) indbyggere, hørende under Landkreis Hildesheim i den sydlige del af delstaten Niedersachsen.
Den ligger omkring 6 km nordvest for Hildesheim, og 22 km sydøst for Hannover.

## Geografi
Giesen ligger vest for Innerste og nord for Giesener Berge. Kommunen grænser (med uret fra nordøst) til Harsum, Hildesheim, Nordstemmen og Sarstedt. Beliggenheden nær Innerste viste sig i oktober 2007 at være problematisk, da der i landsbyerne Giesen (tidligere Klein Giesen) og Ahrbergen ved højvande efter voldsomme regnskyl i Harzen blev oversvømmelse i adskillige kældre, og hele Ahrberger Wald og et helt industrikvarter blev oversvømmet.

### Inddeling
Giesen har fem landsbyer:
- Ahrbergen: 2.134 indbyggere
- Emmerke: 1.722 indbyggere
- Byen Giesen : 3.481 indbyggere (Groß Giesen, Klein Giesen; Siegfried, )
- Groß Förste: 830 indbyggere
- Hasede: 1.604 indbyggere